# Athyrium dubium
Athyrium dubium là một loài thực vật có mạch trong họ Woodsiaceae. Loài này được (D. Don) Ohwi miêu tả khoa học đầu tiên năm 1956.